# Toyota
 For alternative betydninger, se Toyota (flertydig). (Se også artikler, som begynder med Toyota)
Toyota Group (トヨタグループ Toyota Gurūpu) er et japansk virksomhedskonglomerat bestående af en række samarbejdende virksomheder, der deler Toyota-mærket. De primære virksomheder i Toyota-koncernen er det oprindelige Toyota Industries Corporation som blev stiftet i 1926 og Toyota Motor Corporation som blev oprettet som et datterselskab i 1937. Toyota betragtes af mange som en keiretsu, men uden en betydende bank. Flere af Toyota-selskaberne har aktieandele i de øvrige Toyota-selskaber. I alt er der mere end 522 selskaber i Toyota-konglomeratet.

## Majoritetsejede datterselskaber
- Toyota Industries Corporation (Etableret af Sakichi Toyoda i 1926 som Toyoda Automatic Loom Works)
  - Toyota Material Holding (2000)
- JTEKT Corporation (1935)
- Toyota Motor Corporation (1937)
  - Toyota Financial Services Corporation (2000)
  - Daihatsu Motor Co (1907; Toyota Motor har siden 1999 ejet 51%.)
  - Hino Motors (dieseldrevne lastbiler og busser. Toyota Motor har siden 2001 ejet 50,5 %)
- Toyota Auto Body, Co. (1940)
- Aichi Steel Corporation (1940)
- Kanto Auto Works (1945)
- Toyota Tsusho Corporation (1946)
- Aisin Seiki Co. (1949)
- Toyoda Gosei Co. (1949)
- Denso Corporation (1949)
- Toyota Boshoku Corporation (1950)
- Towa Real Estate Co., Ltd. (1953)
- Toyota Central R&D Labs. (1960)
- Toyota Communication Systems Co. (2001)
- Toyofuji Shipping Co. (Shippingselskab til eksport af Toyota-køretøjer)

## Tilknyttede eller delvist ejede selskaber
- Tesla Motors (Toyota Motor ejer 10%)
- Kyoho kai group – Reservedelsvirksomhed – 211 selskaber.
- Kyouei kai group – Logistikvirksomhed – 123 selskaber.
- Fuji Heavy Industries – Fabrikant af Subaru-biler. (Toyota Motor ejer 16,5 %)
- Isuzu Motors (Toyota Motor ejer 5,9 %)
- Misawa Homes Holdings (Toyota ejer 13,4 %)
- United Australian Automobile Industries (UAAI) – et joint venture mellem Toyota Australia og GM-Holden (1989 til 1996)
- New United Motor Manufacturing (NUMMI) – et joint venture mellem Toyota og General Motors (1984 til 2010)
- Primearth EV Energy Co (PEVE) – et joint venture mellem Toyota og Panasonic (1996 til nu)

## Videre Læsning
- Kamon, S.; Hemry Rosovsky (1992). The Political Economy of Japan. Vol. 3: Cultural and social dynamics. Stanford, California: Stanford University Press. s. 215-216.
- Costanzo, L. A.; MacCay, R. B. (2009). Handbook of research on strategy and foresight. Cheltenham, UK: Edward Elgar Publishing Limited. s. 386-390. ISBN 978-1-84542-963-8.
- Hino, S. (2006). Inside the mind of Toyota: management principles for enduring growth. New York: Productivity Press. s. 229.